# Ловчиця-Трубін
Ловчиця-Трубін (словац. Lovčica-Trubín) — село, громада округу Ж'яр-над-Гроном, Банськобистрицький край, центральна Словаччина, регіон Теков. Кадастрова площа громади — 34,59 км².
Населення 1594 особи (станом на 31 грудня 2017 року).

## Географія
Протікають річка Коперніца; Ловчицький потік і Трубінський потік.

## Історія
Ловчиця-Трубін згадується в 1488 році.

## Населення
| Рік:            | 1994. | 2004.   | 2014.   | 2024.   |
| --------------- | ----- | ------- | ------- | ------- |
| Кількість осіб: | 1478  | 1497    | 1610    | 1567    |
| Різниця:        |       | +1,28 % | +7,54 % | -2,67 % |

| Рік:            | 2023. | 2024.   |
| --------------- | ----- | ------- |
| Кількість осіб: | 1571  | 1567    |
| Різниця:        |       | -0,25 % |